# Theo Van de Velde
Theophiel Bernard (Theo) Van de Velde (Niel, 27 oktober 1921 - Rumst, 18 december 2005) was een Belgisch kunstschilder en tekenaar.
Vanaf zijn twaalfde jaar volgde Theo Van de Velde lessen schilderen en tekenen in de Tekenschool te Niel, bij Hubert Coeck, een plaatselijke kunstenaar. Tijdens de oorlogsjaren van de Tweede Wereldoorlog volgde hij de cursussen aan de Koninklijke Academie voor Schone Kunsten van Antwerpen en aan het Nationaal Hoger Instituut, waar Robert Van Cauwenbergh en Isidoor Opsomer onder meer zijn leraars waren. In april 1944 werd hij verplicht tewerkgesteld in Duitsland. Na het einde van Tweede Wereldoorlog, vanaf september 1945, moest hij zijn militaire dienstplicht vervullen tot september 1946.
Theo werd daarna schilder-decorateur, maar hij gaf intussen ook les aan de gemeentelijke teken- en schilderschool te Niel. Later werd hij er aangesteld als bestuurder-lesgever, tot zijn pensionering in 1982.
Theo Van de Velde is bekend omwille van zijn portretten, landschappen en stillevens. In zijn werken was hij steeds op zoek naar nieuwe picturale mogelijkheden en dat deed hem evolueren naar meer eenvoud. Ooit verklaarde hij: „Kunst drukt zich het nobelst en het meest verheven uit in de eenvoud." Soms lichtende, soms donkerder contourlijnen bepalen zijn beeldvorming. Theo Van de Velde heeft nooit de bedoeling gehad om zich voor een groot publiek kenbaar te maken. Hij bepaalde de omgeving waarin hij naar zijn gevoelen het best paste en die aansloot bij zijn streven of zijn eigen opvattingen, namelijk de eenvoud, de evenwichtigheid en de eerlijkheid waarmede hij zich uitdrukte.
Zijn werken werden verscheidene malen geëxposeerd. De gemeente Niel heeft in de raadzaal van het gemeentehuis twee portretten van zijn hand, namelijk de burgemeesters Louis Boeckx (1952) en Gust Wyn (1974).